# 2. Fußball-Bundesliga (1988/1989)
Sezon 1988/89 2. Fußball-Bundesligi – 15. edycja rozgrywek niemieckiej 2. Fußball-Bundesligi w piłce nożnej.
Rozgrywki toczyły się w jednej grupie i występowało w nich 20 drużyn. Po zakończeniu sezonu mistrz oraz wicemistrz awansowali bezpośrednio do Bundesligi, a 3. drużyna grała w barażu o awans z 16. drużyną Bundesligi. Cztery ostatnie drużyny spadały do Amateur-Oberligi.

## 2. Fußball-Bundesliga

### Drużyny
W 2. Bundeslidze w sezonie 1988/89 występowało 20 drużyn.
| Drużyna                                               | Miasto               | Sezon 1987/88                       | Uwagi                                 |
| Drużyny, które spadły z Bundesligi 1987/88:           |                      |                                     |                                       |
| FC Homburg                                            | Homburg              | 17. miejsce                         |                                       |
| FC Schalke 04                                         | Gelsenkirchen        | 18. miejsce                         |                                       |
| Drużyny, które występowały w 2. Bundeslidze 1987/88:  |                      |                                     |                                       |
| SV Darmstadt 98                                       | Darmstadt            | 3. miejsce                          | przegrał baraże z SV Waldhof Mannheim |
| SG Wattenscheid 09                                    | Bochum               | 4. miejsce                          |                                       |
| Fortuna Düsseldorf                                    | Düsseldorf           | 5. miejsce                          |                                       |
| Alemannia Aachen                                      | Akwizgran            | 6. miejsce                          |                                       |
| Blau-Weiss 90 Berlin                                  | Berlin               | 7. miejsce                          |                                       |
| Kickers Offenbach                                     | Offenbach am Main    | 8. miejsce                          |                                       |
| VfL Osnabrück                                         | Osnabrück            | 9. miejsce                          |                                       |
| SC Freiburg                                           | Fryburg Bryzgowijski | 10. miejsce                         |                                       |
| Rot-Weiss Essen                                       | Essen                | 11. miejsce                         |                                       |
| SC Fortuna Köln                                       | Kolonia              | 12. miejsce                         |                                       |
| 1. FC Saarbrücken                                     | Saarbrücken          | 13. miejsce                         |                                       |
| SV Meppen                                             | Meppen               | 14. miejsce                         |                                       |
| Union Solingen                                        | Solingen             | 15. miejsce                         |                                       |
| SpVgg Bayreuth                                        | Bayreuth             | 17. miejsce                         | zajął miejsce Rot-Weiss Oberhausen *  |
| Drużyny, które awansowały z Amateur-Oberligi 1987/88: |                      |                                     |                                       |
| Eintracht Brunszwik                                   | Brunszwik            | 1. miejsce Amateur-Oberliga Nord    | awansował po barażach                 |
| 1. FSV Mainz 05                                       | Moguncja             | 1. miejsce Amateur-Oberliga Südwest | awansował po barażach                 |
| Hertha BSC                                            | Berlin               | 1. miejsce Amateur-Oberliga Berlin  | awansował po barażach                 |
| Viktoria Aschaffenburg                                | Aschaffenburg        | 1. miejsce Amateur-Oberliga Hessen  | awansował po barażach                 |

 * Rot-Weiss Oberhausen (16. miejsce) nie otrzymał licencji na grę w 2. Bundeslidze i w sezonie 1988/89 będzie występował w Amateur-Oberlidze Nordrhein (trzeci poziom rozgrywek), dzięki czemu SpVgg Bayreuth utrzymał się w 2. Bundeslidze.

### Tabela
| Poz. | Klub                   | M  | Pkt. | Mecze | Mecze | Mecze | Bramki | Bramki |
| Poz. | Klub                   | M  | Pkt. | zwy.  | rem.  | por.  | zdob.  | stra.  |
| ---- | ---------------------- | -- | ---- | ----- | ----- | ----- | ------ | ------ |
| 1    | Fortuna Düsseldorf     | 38 | 49   | 19    | 11    | 8     | 85     | 52     |
| 2    | FC Homburg             | 38 | 47   | 18    | 11    | 9     | 55     | 36     |
| 3    | 1. FC Saarbrücken      | 38 | 46   | 17    | 12    | 9     | 53     | 43     |
| 4    | SC Fortuna Köln        | 38 | 45   | 20    | 5     | 13    | 80     | 57     |
| 5    | SC Freiburg            | 38 | 42   | 17    | 8     | 13    | 66     | 52     |
| 6    | SG Wattenscheid 09     | 38 | 42   | 17    | 8     | 13    | 68     | 58     |
| 7    | Alemannia Aachen       | 38 | 41   | 17    | 7     | 14    | 58     | 55     |
| 8    | Blau-Weiss 90 Berlin   | 38 | 41   | 15    | 11    | 12    | 56     | 54     |
| 9    | Eintracht Brunszwik    | 38 | 38   | 12    | 14    | 12    | 43     | 43     |
| 10   | SV Meppen              | 38 | 37   | 12    | 13    | 13    | 55     | 54     |
| 11   | SV Darmstadt 98        | 38 | 37   | 16    | 5     | 17    | 56     | 57     |
| 12   | FC Schalke 04          | 38 | 36   | 13    | 10    | 15    | 58     | 51     |
| 13   | Hertha BSC             | 38 | 36   | 11    | 14    | 13    | 45     | 44     |
| 14   | VfL Osnabrück          | 38 | 36   | 13    | 10    | 15    | 58     | 66     |
| 15   | Kickers Offenbach *    | 38 | 35   | 14    | 7     | 17    | 51     | 53     |
| 16   | Rot-Weiss Essen        | 38 | 35   | 13    | 9     | 16    | 54     | 60     |
| 17   | SpVgg Bayreuth         | 38 | 34   | 12    | 10    | 16    | 52     | 60     |
| 18   | Viktoria Aschaffenburg | 38 | 34   | 12    | 10    | 16    | 47     | 60     |
| 19   | 1. FSV Mainz 05        | 38 | 29   | 8     | 13    | 17    | 44     | 76     |
| 20   | Union Solingen         | 38 | 20   | 6     | 8     | 24    | 24     | 77     |

| Legenda:                     |
| awans do Bundesligi          |
| baraże o awans do Bundesligi |
| spadek do Oberligi           |

- Fortuna Düsseldorf i FC Homburg awansowały do Bundesligi 1989/90.
- 1. FC Saarbrücken przegrał swoje mecze barażowe i pozostał w 2. Bundeslidze 1989/90.
- Union Solingen, 1. FSV Mainz 05, Viktoria Aschaffenburg i Kickers Offenbach spadły do Amateur-Oberligi 1989/90.

 * Kickers Offenbach nie otrzymał licencji na grę w 2. Bundeslidze 1989/90, dzięki czemu SpVgg Bayreuth utrzymał się w 2. Bundeslidze.

## Baraż o awans do Bundesligi
|         | Drużyna 1.          | Drużyna 2.          | Wynik |
| 1. mecz | Eintracht Frankfurt | 1. FC Saarbrücken   | 2:0   |
| Rewanż  | 1. FC Saarbrücken   | Eintracht Frankfurt | 2:1   |

- Eintracht Frankfurt wygrał mecze barażowe i pozostał w Bundeslidze 1989/90.
- 1. FC Saarbrücken przegrał mecze barażowe i pozostał w 2. Bundeslidze 1989/90.

## Baraż o awans do 2. Fußball-Bundesligi

### Grupa Nord
| Poz. | Klub                   | M | Pkt. | Mecze | Mecze | Mecze | Bramki | Bramki |
| Poz. | Klub                   | M | Pkt. | zwy.  | rem.  | por.  | zdob.  | stra.  |
| ---- | ---------------------- | - | ---- | ----- | ----- | ----- | ------ | ------ |
| 1    | MSV Duisburg           | 8 | 11   | 4     | 3     | 1     | 16     | 8      |
| 2    | Preußen Münster        | 8 | 10   | 4     | 2     | 2     | 10     | 7      |
| 3    | 1. SC Göttingen 05     | 8 | 9    | 4     | 1     | 3     | 16     | 11     |
| 4    | Reinickendorfer Füchse | 8 | 6    | 3     | 0     | 5     | 15     | 19     |
| 5    | TSV Havelse            | 8 | 4    | 1     | 2     | 5     | 5      | 17     |

| Legenda:                       |
| awans do 2. Fußball-Bundesligi |
| pozostanie w Oberlidze         |

- MSV Duisburg i Preußen Münster awansowały do 2. Fußball-Bundesligi 1989/90.
- 1. SC Göttingen 05, Reinickendorfer Füchse i TSV Havelse pozostały w Amateur-Oberlidze 1989/90.

### Grupa Süd
| Poz. | Klub               | M | Pkt. | Mecze | Mecze | Mecze | Bramki | Bramki |
| Poz. | Klub               | M | Pkt. | zwy.  | rem.  | por.  | zdob.  | stra.  |
| ---- | ------------------ | - | ---- | ----- | ----- | ----- | ------ | ------ |
| 1    | KSV Hessen Kassel  | 6 | 8    | 3     | 2     | 1     | 12     | 5      |
| 2    | SpVgg Unterhaching | 6 | 7    | 3     | 1     | 2     | 9      | 11     |
| 3    | SSV Reutlingen 05  | 6 | 6    | 3     | 0     | 3     | 9      | 8      |
| 4    | SV Edenkoben       | 6 | 3    | 1     | 1     | 4     | 3      | 9      |

| Legenda:                       |
| awans do 2. Fußball-Bundesligi |
| pozostanie w Oberlidze         |

- KSV Hessen Kassel i SpVgg Unterhaching awansowały do 2. Fußball-Bundesligi 1989/90.
- SSV Reutlingen 05 i SV Edenkoben pozostały w Amateur-Oberlidze 1989/90.